# Persone di cognome Blair
| Questa pagina contiene informazioni ricavate automaticamente dalle voci biografiche con l'ausilio del template Bio e di un bot. L'aggiornamento è periodico e automatico e ricostruisce completamente la pagina. Se manca una persona in questa lista, sei pregato di non aggiungerla, ma accertati piuttosto che la sua voce biografica contenga il template Bio e che i dati anagrafici siano correttamente compilati. Se il template Bio manca, inseriscilo tu stesso o, in alternativa, metti l'avviso {{tmp\|Bio}} che ne segnala la mancanza. Se i dati riportati sono sbagliati, correggi direttamente la voce biografica; le modifiche saranno visibili in questa lista entro pochi giorni. Per chiarimenti vedi il progetto biografie. La lista contiene solo le 45 persone che sono citate nell'enciclopedia e per le quali è stato implementato correttamente il template Bio. Pagina aggiornata al 3 nov 2022. |

Questa è una lista di persone presenti nell'enciclopedia che hanno il cognome Blair, suddivise per attività principale.

## Arcivescovi cattolici(1)
- Leonard Paul Blair, arcivescovo cattolico statunitense (Detroit, n.1949)

## Artisti(1)
- Hugh Edward Blair, artista e linguista statunitense (Georgia, n.1909 - † 1967)

## Astronomi(1)
- Robert Blair, astronomo scozzese (Murchiston, n.1748 - Westlock, † 1828)

## Attori(8)
- Betsy Blair, attrice statunitense (Cliffside Park, n.1923 - Londra, † 2009)
- Janet Blair, attrice statunitense (Altoona, n.1921 - Los Angeles, † 2007)
- Jayson Blair, attore statunitense (Detroit, n.1984)
- Joyce Blair, attrice, ballerina e cantante britannica (Londra, n.1932 - Los Angeles, † 2006)
- Linda Blair, attrice, ex modella e attivista statunitense (Saint Louis, n.1959)
- Macon Blair, attore, regista e sceneggiatore statunitense (Alexandria, n.1974)
- Pamela Blair, attrice, cantante e ballerina statunitense (Bennington, n.1949)
- Vivien Lyra Blair, attrice statunitense (n.2012)

## Attori pornografici(1)
- Briana Blair, pornostar e modella statunitense (Atlanta, n.1987)

## Avvocati(2)
- Cherie Blair, avvocato inglese (Bury, n.1954)
- Leo Blair, avvocato e docente britannico (Filey, n.1923 - Shrewsbury, † 2012)

## Calciatori(3)
- Andy Blair, ex calciatore scozzese (Kirkcaldy, n.1959)
- John Blair, calciatore nordirlandese (Ballymoney, n.1888 - † 1934)
- Ronnie Blair, calciatore nordirlandese (Coleraine, n.1949)

## Cantanti(1)
- Anthony B, cantante giamaicano (Kingston, n.1976)

## Cestisti(3)
- Curtis Blair, ex cestista e arbitro di pallacanestro statunitense (Roanoke, n.1970)
- DeJuan Blair, ex cestista statunitense (Pittsburgh, n.1989)
- Joseph Blair, ex cestista e allenatore di pallacanestro statunitense (Akron, n.1974)

## Chitarristi(1)
- Zach Blair, chitarrista statunitense (Sherman, n.1974)

## Compositori(1)
- Hugh Blair, compositore e organista inglese (Worcester, n.1864 - Worthing, † 1932)

## Danzatori(1)
- David Blair, danzatore britannico (Halifax, n.1932 - Londra, † 1976)

## Disegnatori(1)
- Mary Blair, disegnatrice statunitense (McAlester, n.1911 - Soquel, † 1978)

## Giocatori di baseball(1)
- Maybelle Blair, ex giocatrice di baseball statunitense (Inglewood, n.1927)

## Giocatori di football americano(3)
- Marquise Blair, giocatore di football americano statunitense (Wooster, n.1997)
- Matt Blair, giocatore di football americano statunitense (Hilo, n.1950 - † 2020)
- Ronald Blair, giocatore di football americano statunitense (Arlington, n.1993)

## Modelli(1)
- Katie Blair, modella statunitense (Billings, n.1987)

## Pattinatori di velocità su ghiaccio(1)
- Bonnie Blair, ex pattinatrice di velocità su ghiaccio statunitense (Cornwall, n.1964)

## Poeti(1)
- Robert Blair, poeta scozzese (Edimburgo, n.1699 - Athelstaneford, † 1746)

## Politici(4)
- Tony Blair, politico britannico (Edimburgo, n.1953)
- Austin Blair, politico statunitense (Caroline, n.1818 - Jackson, † 1894)
- Hunter Blair, politico irlandese (Dublino, n.1778 - † 1857)
- Montgomery Blair, politico statunitense (n.1813 - Silver Spring, † 1883)

## Rugbisti a 15(3)
- Ben Blair, rugbista a 15 neozelandese (Westport, n.1979)
- David Blair, rugbista a 15 e insegnante britannico (Edimburgo, n.1985)
- Mike Blair, ex rugbista a 15 e allenatore di rugby a 15 britannico (Edimburgo, n.1981)

## Scrittori(1)
- George Orwell, scrittore, giornalista e saggista britannico (Motihari, n.1903 - Londra, † 1950)

## Stilisti(1)
- Alistair Blair, stilista scozzese (Helensburgh, n.1956)

## Teologi(2)
- Hugh Blair, teologo e accademico scozzese (Edimburgo, n.1718 - Edimburgo, † 1800)
- Robert Blair, teologo scozzese (Irvine, n.1593 - Meikle Couston, † 1666)

## Velocisti(1)
- Clyde Blair, velocista statunitense (Fort Scott, n.1881 - Santa Barbara, † 1953)

## Wrestler(1)
- Bianca Belair, wrestler statunitense (Knoxville, n.1989)